# Đèo Kéo Đẩy
Đèo Kéo Đẩy là đèo trên quốc lộ 4A ở huyện Tràng Định tỉnh Lạng Sơn, Việt Nam .
Đèo Kéo Đẩy ở ranh giới giữa xã Kháng Chiến và xã Hùng Việt huyện Tràng Định, trên đường từ thị trấn Thất Khê đi thị trấn Na Sầm huyện Văn Lãng.
Gần đỉnh đèo là ngã ba Bản Nằm, nơi bắt đầu đường tỉnh 228C.